# 塚原遺跡公園展示館
塚原遺跡公園展示館（つかはらいせきこうえんてんじかん、Tsukahara Ruins Museum）は、岐阜県関市にある塚原遺跡公園内に建てられている塚原遺跡に関する歴史資料館である。塚原遺跡展示館と呼ばれる場合もある。

## 概要
休館日
- 月曜日、祝日の翌日、年末年始（12月29日 - 1月3日）

開館時間
- 9:00 - 16:30

入館料
- 無料

## 塚原遺跡公園

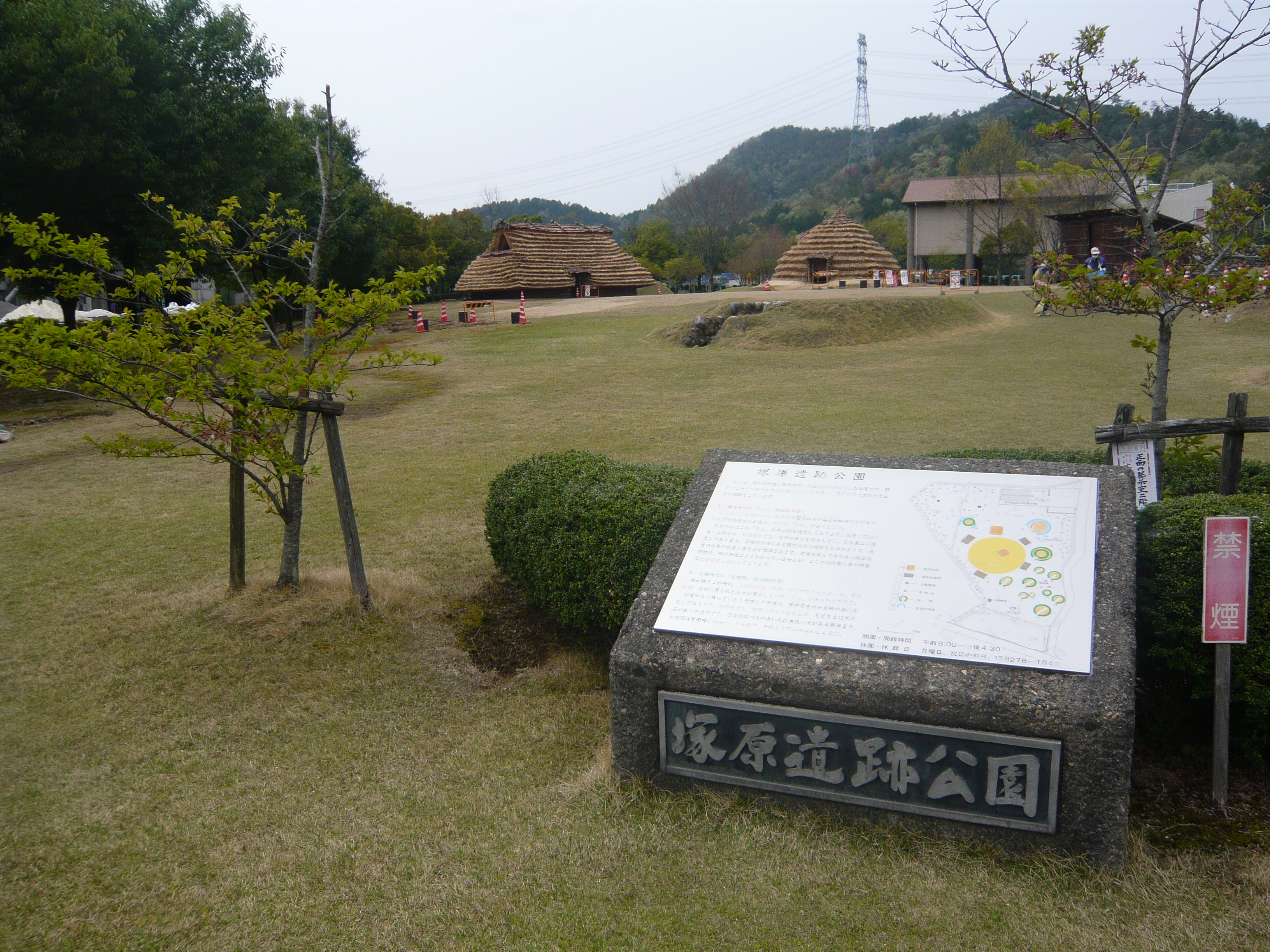
塚原遺跡公園

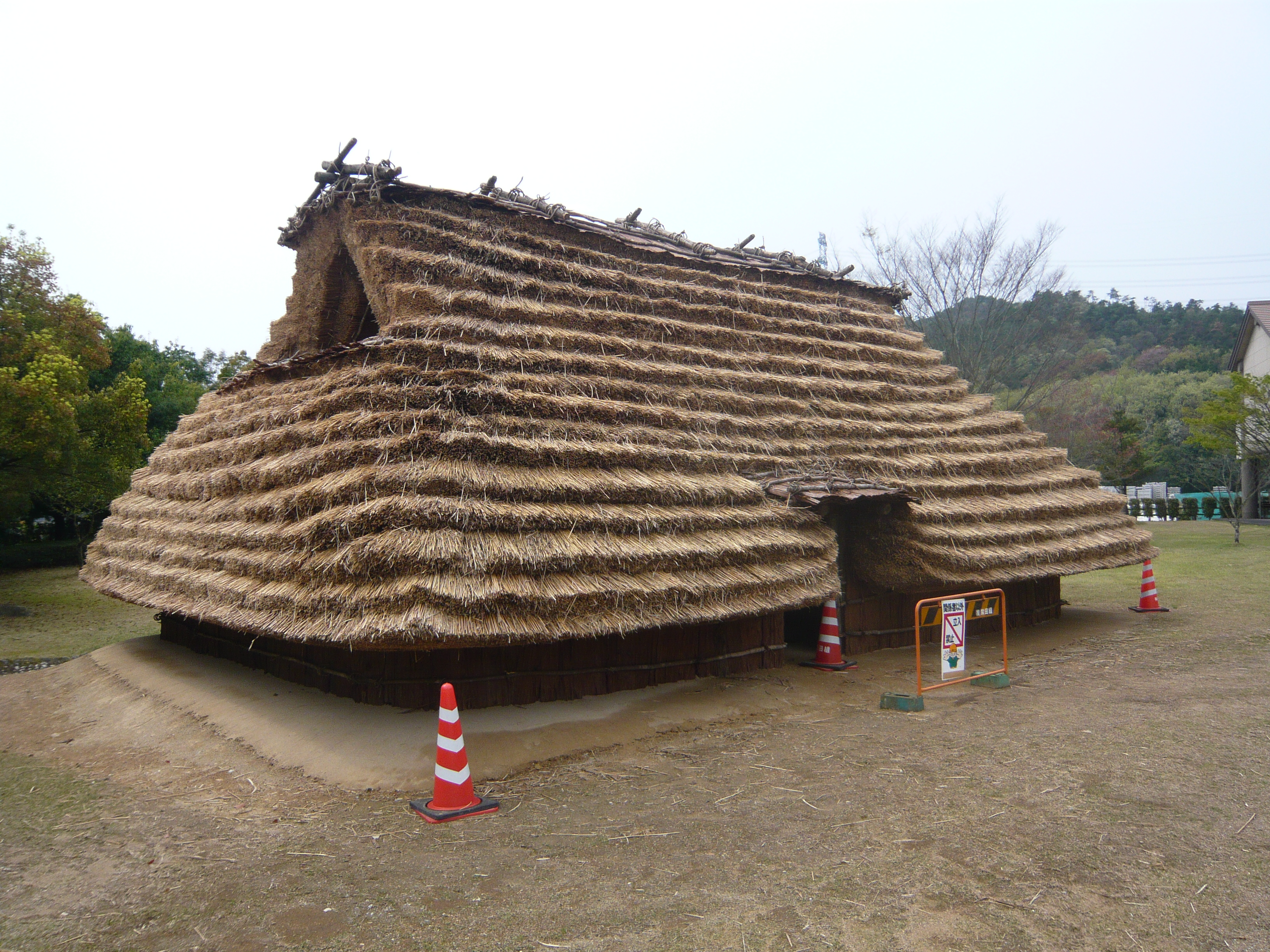
竪穴建物

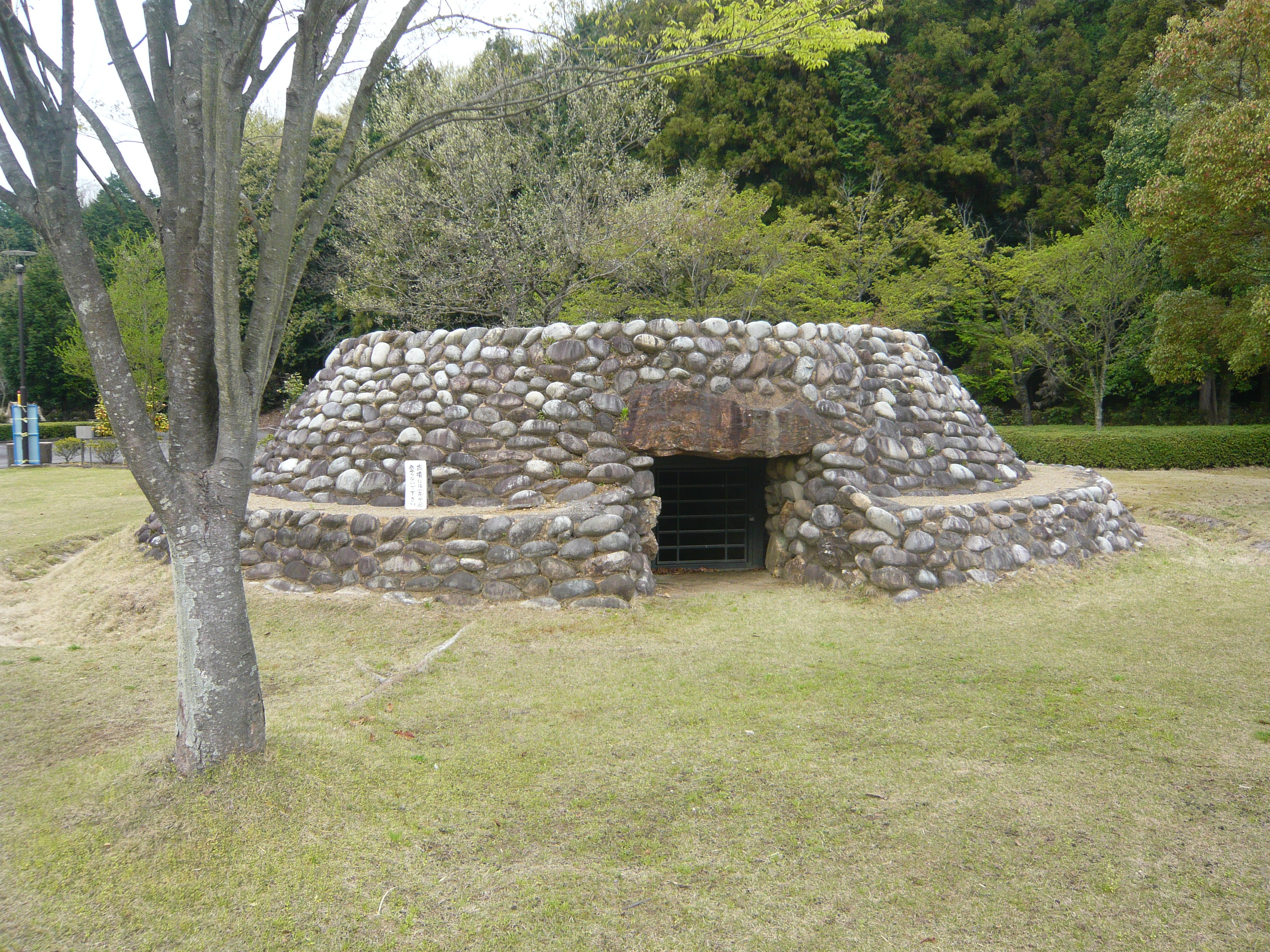
古墳

塚原遺跡では過去3度の発掘調査によって縄文時代早期の生活跡、縄文時代中期の竪穴建物跡、古墳時代後期の古墳群などが発見された。その遺構を整備し竪穴建物や掘立柱建物、古墳が復元され1992年（平成4年）に公園として整備された。
2008年（平成20年）5月には老朽化した竪穴建物と掘立柱建物を建て替え、リニューアルオープンした。

### 遺構
縄文時代早期
- 屋外炉:8基

縄文時代中期
- 竪穴建物:17軒
- 掘立柱建物:19軒
- 土器捨場:5基
- 蒸焼場:7基

古墳時代後期
- 古墳:16基
- 古墳の周溝:11条
- 石室の前の穴:4基

## アクセス
- 東海北陸自動車道　関インターチェンジから車で約15分。

（国道156号小屋名交差点から西進、千疋大橋渡ってすぐ長良川右岸を上流へ約3分。）